# Clara stricta
Clara stricta là một loài thực vật có hoa trong họ Măng tây. Loài này được (L.B.Sm.) R.C.Lopes & Andreata mô tả khoa học đầu tiên năm 2005.